# Prszten
Prszten (macedónul: Прстен, törökül Pıristan) település Észak-Macedóniában, a Délkeleti körzetben, a Valandovói járásban.

## Népesség
| Lakosok száma | 103  | 126  | 78   | 83   | 99   | 107  | 105  | 68   | 30   |
|               | 1948 | 1953 | 1961 | 1971 | 1981 | 1991 | 1994 | 2002 | 2021 |

- 1994-ben 105 lakosa volt.
- 2002-ben 68 lakosa volt, akik mindannyian törökök.